# Közönséges fémlepke
A közönséges fémlepke (Adscita statices) a rovarok (Insecta) osztályának lepkék (Lepidoptera) rendjébe, ezen belül a csüngőlepkefélék (Zygaenidae) családjába tartozó faj.

## Előfordulása
A közönséges fémlepke előfordulási területe egész Európa, az északi sarkkörig. Helyenként nem ritka. Állományai fokozatosan csökkennek, mivel tápnövényei a megváltoztatott tájakon megfogyatkoznak.

## Megjelenése
Ennek a rovarnak az elülső szárnya 1,4–1,6 centiméter. Nem feltűnő színezetű. Az elülső szárnyak felül fémfényű zöld, a hátulsó szárnyak barna színűek. A csáp vége látszólag bunkós, mivel fésűfogai ott lemezszerűen összeolvadnak. Pontos meghatározására csak szakember képes, mivel több nagyon hasonló faj létezik.

## Életmódja
A közönséges fémlepke nedves területek, ritkán száraz fenyérek lakója. A rovar tápnövényei a mezei sóska (Rumex acetosa) és juhsóska (Rumex acetosella). Repülési ideje májustól augusztus végéig, míg hernyóidőszaka augusztustól májusig tart. A hernyó a földben telel.